# Adriaan van Maanen
Adriaan Van Maanen, född 31 mars 1884, död 26 januari 1946 var en nederländsk-amerikansk astronom.
Han kom till USA 1911 för att arbeta i Yerkesobservatoriet. Han är välkänd för sina mätningar av spiralgalaxers rotationshastighet. Hans tro att spiralgalaxer var lokala spiralformade nebulosor i Vintergatan stred mot Edwin Hubbles upptäckt att Andromedagalaxen var en mycket avlägset objekt. Rotationshastigheten van Maanen beräknade för Andromedagalaxens innebar att de cepheider Hubble hade använt för att beräkna avståndet till galaxen rörde sig med en hastighet större än ljuset. Dock visade det sig 1935 att van Maanens mätningar var felaktiga.
van Maanen använde en stereokomparator för sina mätningar. I denna monterade han en nytagen och 10-20 år äldre fotoplåt av någon "spiralnebulosa". Genom att blinka mellan den ena och den andra plåten kunde han uppfatta de ytterst små förskjutningar som han var på jakt efter. Förklaringen handlar sedan om själva mätprocessen. Som referenspunkter använde han de fältstjärnor som fanns runt omkring nebulosan på samma plåtar - dessa låg samtidigt i utkanterna av plåtarna. Vad han inte tog hänsyn till var att dessa stjärnor på grund av optiska effekter smetas ut lite mot kanterna. Detta innebar att han fick ett systematiskt fel i referenspositionerna, vilket senare i processen resulterade i rörelsekomponeter som inte var verkliga.
En alternativ förklaring hävdar istället att van Maanen såg precis det som han i åratal var tränad för att se: att spiralerna var relativt närbelägna, och därmed borde rotera med en fullt mätbar hastighet. Detta var en grundsten i den tidens astronomi och som sådan oerhört svår att se förbi - han hittade helt enkelt vad han sökte.
Van Maanen upptäcke även Van Maanens stjärna, en närbelägen vit dvärg med stor egenrörelse. Detta är den tredje närmaste vita dvärgen (bara Sirius B och Procyon B ligger närmare), och den närmaste isolerade vita dvärgen.